# Margrethe Munthe
Margrethe Aabel Munthe (27 mai 1860 - 20 janvier 1931) est une enseignante, écrivaine pour enfants, auteure-compositrice et dramaturge norvégienne.

## Famille
Margrethe Munthe est née à Elverum, fille du médecin Christopher Pavels Munthe (1816–1884) et de Christine Margrethe Pavels Aabel (1827–1887). Elle est la sœur cadette de l'historien et officier militaire Hartvig Andreas Munthe, du peintre Gerhard Munthe et la sœur aînée de l'officier et historien Carl Oscar Munthe (en). Elle est également la nièce de l'historien et cartographe Gerhard Munthe et la tante du généalogiste Christopher Morgenstierne Munthe, du bibliothécaire Wilhelm Munthe et de la peintre Lagertha Munthe. Par sa mère, elle est la cousine germaine de Hauk Aabel, nièce d'Andreas Leigh Aabel et d'Oluf Andreas Aabel.

## Carrière
Munthe fréquente l'école pour filles de Hartvig Nissen à Christiania et obtient un diplôme de collège (middelskoleeksamen) en 1879. Elle travaille comme gouvernante dans sa ville natale pendant un an, puis dirige une école privée à Langesund. Elle obtient un diplôme supérieur d'enseignante en 1883. Elle est nommée enseignante à l'école primaire Vaterland à Kristiania de 1888 à 1893, puis de nouveau à partir de 1895. De 1902 à 1920, elle travaille à l'école primaire de Bolteløkka.
Elle écrit un grand nombre de textes de chansons sur des mélodies folkloriques et des mélodies de psaumes, dont beaucoup sont encore populaires aujourd'hui. Parmi ses chansons classiques figurent "Hurra for deg som fyller ditt år!", "På låven sitter nissen" , "Å jeg vet en seter", "Da klokken klang", "Nei, nei gutt", "Tulla" et "Jeg snører min sekk". Elle publie les recueils de chansons Kom, skal vi synge (trois recueils, de 1905 à 1918) . Elle écrit la comédie de conte de fées Aase Fiskerjente, publiée sous forme de livre en 1912 avec des illustrations d'Andreas Bloch. Parmi ses autres comédies pour enfants figurent Askepot, Den nysgjerrige kone et Prinsessen og det halve rike .

## Héritage
La chanteuse Wencke Myhre, accompagnée de l'orchestre de Sigurd Jansen, inclut plusieurs chansons de Munthe dans sa série d'albums Sanger fra dengang mor var liten (1967, 1976 et 1981), avec des chansons telles que "Å jeg strever så med mine små du" et "Kjære Gud, jeg har det godt". Åse Thoresen et Ingebrigt Davik  sortent deux albums avec ses chansons, Kom skal vi synge de 1972 et Kjære kom og dans med meg de 1974. Dans les années 1960 et 1970, les chansons pour enfants de Munthe sont fortement critiquées pour être trop moralisatrices, mais à partir des années 1990, elles sont à nouveau acceptées comme des reliques d'un monde étrange et ancien.